# Hải Thành, Đồng Hới
Hải Thành là một phường thuộc thành phố Đồng Hới, tỉnh Quảng Bình, Việt Nam.
Phường Hải Thành có diện tích 2,45 km², dân số năm 2019 là 5.530 người, mật độ dân số đạt 2.257 người/km².